# Турово (усадьба)
Турово ― усадьба, расположенная в 30 километрах от города Серпухова, Московская область. Сохранились главный дом, флигель, церковь Илии Пророка и остатки липового парка. До первой половины XIX века на территории будущей усадьбы располагались имения помещиков Бохиных и Хрущёвых. Имение было основано в XIX веке Александром Арцыбашевым. С середины XIX века до 1917 года усадьбой владели дворяне Писаревы.

## Описание
Усадьба Турово расположена в 30 километрах от Серпухова. На территории усадьбы сохранились двухэтажный главный дом, одноэтажный флигель с мезонином в стиле классицизма начала XIX века, церковь Илии Пророка и остатки липового парка на склоне к реке Лопасне.

## История
В первой половине XVII века на территории будущей усадьбы располагались имения помещиков С. А. Бохина и С. Л. Хрущёва, которые в XVIII веке принадлежали их потомкам. Усадьба Турово была основана в первой половине XIX века капитаном Александром Арцыбашевым. В 1805 году в усадьбе родился декабрист Дмитрий Арцыбашев. С середины XIX века усадьбой владели поручик А. Н. Писарев и его сын генерал Н. А. Писарев. В 1848 году на территории имения на месте прежней деревянной была построена церковь Илии Пророка. В 1877 году по проекту архитектора Наркиза Зборжевского была возведена колокольня церкви. Турово посещал Иван Тургенев. В 1905 году в усадьбе бывал Игорь Грабарь. До революции 1917 года владельцами имения были представители рода Писаревых. В 1970-х годах были утрачены водонапорная башня и хозяйственные постройки усадьбы. В 1976 году усадьба была признана объектом культурного наследия и поставлена под государственную охрану.